# Stenocereus montanus
Stenocereus montanus là một loài thực vật có hoa trong họ Cactaceae. Loài này được (Britton & Rose) Buxb. miêu tả khoa học đầu tiên năm 1961.

## Hình ảnh

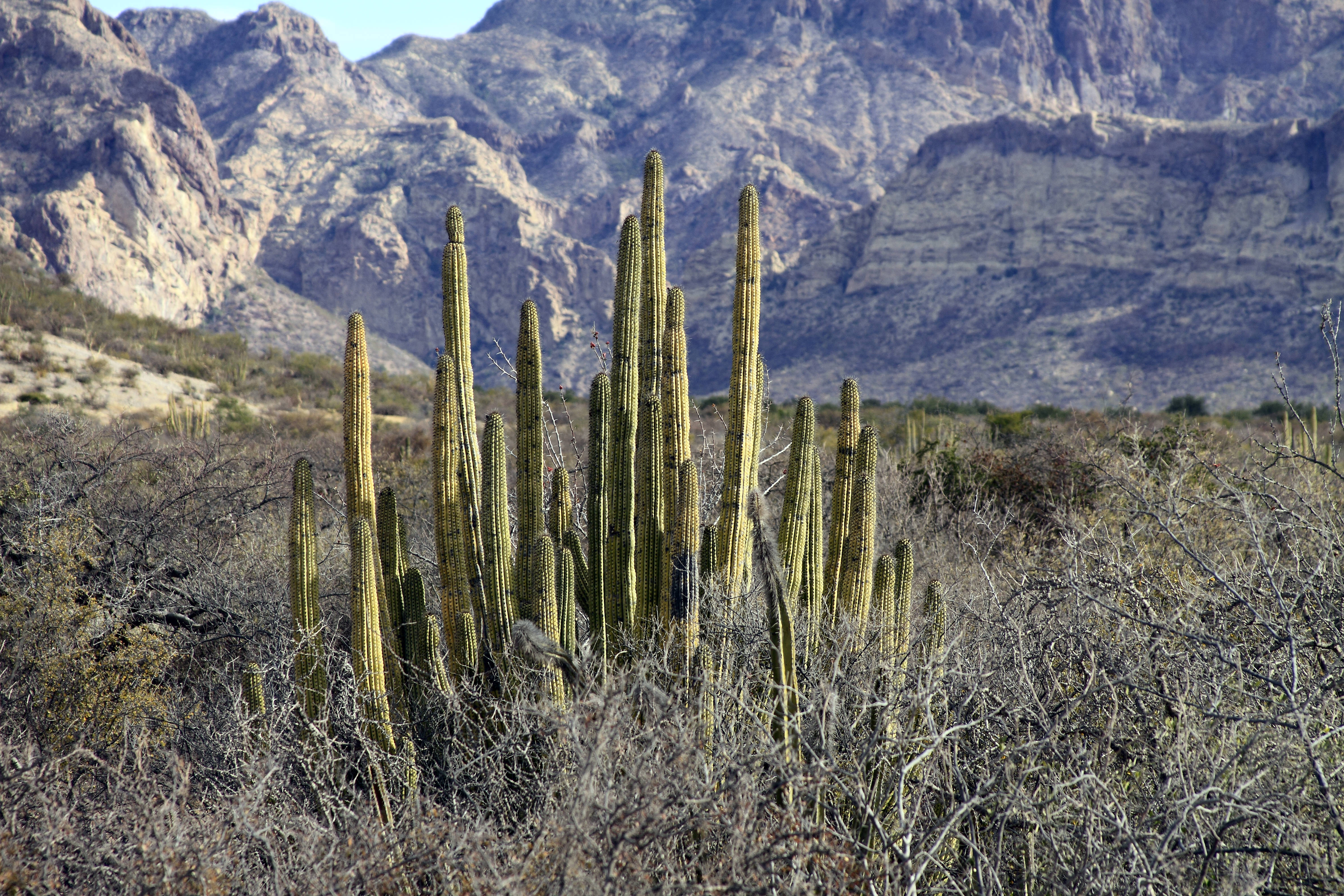